# Rudolf Kempe
Rudolf Kempe (14. juni 1910 i Dresden – 12. maj 1976 i Zürich) var en tysk dirigent.
Kempe var oboist og spillede i adskillige orkestre, før han blev dirigent på operaen i Leipzig i 1937. Han dirigerede Staatskapelle Dresden fra 1949 til 1952. Han var Georg Soltis efterfølger som dirigent på Bayerische Staatsoper i München fra 1952 to 1954. Han fik sin debut i Bayreuth Festspielhaus i 1960. Fra 1961 til 1975 dirigerede han Royal Philharmonic Orchestra, fra 1965 til 1972 arbejdede han med Tonhalle-Orchester i Zürich, og fra 1967 til sin død dirigerede han München-Filharmonikerne. I sin sidste tid var han tæt knyttet til BBC Symphony Orchestra.
Kempe kendes særligt for sine opførelser og indspilninger af Richard Strauss, hvis komplette orkesterværker han har indspillet, og af Richard Wagner.